# Nadège Trebal
Nadège Trebal (n. 9 august 1976) este o regizoare și scenaristă franceză. Este cunoscută pentru abordările sale cinematografice care combină realismul social cu elemente poetice, explorând adesea teme precum munca, corpul și intimitatea.

## Biografie
Absolventă a departamentului « Scénario » (română: Scenariu) din cadrul Fémis, promoția 2006 , Nadège Trebal a realizat două lungmetraje documentare, Bleu pétrole (2012) și Casse (2013), ambele axate pe teme sociale (condiția clasei muncitoare). În paralel, a colaborat ca scenaristă cu regizori importanți ai cinematografiei franceze ca Samuel Collardey⁠(d) și Claire Simon⁠(d), semnând scenariile filmelor Ça brûle (2006) și Les Bureaux de Dieu (2008), subliniind greutățile pe care sunt nevoite să le îndure femeile în instituțiile sociale, fiind victimele discriminării pe bază de gen.
În anul 2018 a început filmările pentru primul său lungmetraj de ficțiune, Douze mille, în departamentul Bouches-du-Rhône, Franța. Filmul a fost finalizat în 2019 și lansat oficial pe 15 ianuarie 2020. Douze mille a fost selecționat în competiția internațională a Festivalului de la Locarno din 2019, unde a reușit să atragă atenția criticilor prin reușita sa de a combina viziunea artistică cu realismul.
Filmul urmărește povestea lui Frank Hernandez, interpretat de actorul belgian Arieh Worthalter⁠(d), un muncitor aflat într-o situație financiară dificilă, care pornește într-o călătorie solitară pentru a obține suma de douăsprezece mii de euro, o sumă pe care o consideră esențială pentru a își reconstrui relația cu Maroussia, rol interpretat chiar de Nadège Trebal. În această căutare, Frank ajunge să întruchipeze idealul de erou pe care și l-a imaginat dintotdeauna. Totuși, transformarea sa interioară nu vine fără sacrificii, iar visul lui are un preț, un cost semnificativ.

## Filmografie

### Ca scenaristă
- 2006 - Ça brûle, regia Claire Simon⁠(d) (durată: 111 minute)
- 2008 - Les Bureaux de Dieu, regia Claire Simon⁠(d) (documentar) (durată: 122 minute)
- 2011 - Comme un lion, regia Samuel Collardey⁠(d) (ficțiune) (durată: 101 minute)

### Ca regizoare și scenaristă
- 2012 - Bleu pétrole (durată: 100 minute) (primul său documentar de lungmetraj)
- 2013 - Casse (lungmetraj documentar) (durată: 90 minute)
- 2019 - Douze mille (durată: 111 minute)

### Ca actriță
- 2019 - Douze mille (rolul principal: Maroussia)

## Premii și nominalizări (Douze mille)
- [[{{{2}}}|Festivalul Internațional de la Locarno]]⁠(en)[traduceți] - selecționat în competiția internațională (Golden Leopard) (2019)
- Festivalul Internațional de Film de la Gent⁠(d) - nominalizare la premiul Grand Prix (2019)
- Festivalul del Cinema Europeo, Lecce⁠(d) - câștigător al premiului Golden Olive Tree pentru cel mai bun film (2020)
- Festival International du Film Indépendant de Bordeaux (FiFiB)⁠(d) - nominalizare la Grand Prize of the Jury pentru cel mai bun film francez (2019)